# Володимир Шмонденко
Володимир Шмонденко, псевдонім Anatoly (нар. 10 серпня 1999, Україна) — український важкоатлет, який 2019 року переїхав до Москви.
Відомий інкогніто-відео зі спортзалу, де він вдає прибиральника, перш ніж піднімати важкі штанги, дивуючи інших відвідувачів спортзалу. Для жартів Anatoly використовує швабру та відро, кожне вагою 32 кілограми. 

## Життєпис
Народився в Україні. Перше відео було завантажено у грудні 2015 року. Протягом перших трьох років фактично створював лише матеріали з фітнесу.
У 2019 році Шмонденко переїхав до Москви та почав знімати російськомовні відео-розіграші у спортзалі. Після вторгнення Росії в Україну Шмонденко переїхав в Дубаї, вивчив англійську мову та почав створювати відео з розіграшами у спортзалі англійською мовою. У 2022 році Anatoly та пауерліфтер Ларрі Вілз разом випустили годинне відео. Шмонденко почав знімати відео маскуючись під старого чоловіка, зокрема на пляжі Масл-Біч у Каліфорнії.

## Змагання
Побудував свій перший спортзал зі старих деталей трактора, автомобільних коліс та цегли.
Протягом 2017 та 2018 років Шмонденко двічі перемагав у підлітковій категорії на змаганнях з важкої атлетики на Кубку Києва. У 2018 році він посів третє місце на чемпіонаті світу GPA серед підлітків віком 18-19 років.

## Особисте життя
Шмонденко спочатку працював у ландшафтному дизайні, потім — офіціантом та кур'єром. Він переїхав до Москви у 2019 році, а потім в Дубаї у 2022 році. Станом на 2023 рік, чисті активи Шмонденка оцінювався в 1,45 мільйона фунтів стерлінгів. Його запросили на зустріч із принцом Бахрейну Салманом бін Хамадом Аль Халіфою. Станом на 2025 рік Шмонденко був власником «Arriba Nutrition», яка випускала лінійку харчових добавок «Mr Anatoly Clean Pro».